# Саванна (атомоход)
«Саванна» — первый в мире грузо-пассажирский атомоход, построенный в конце 1950-х годов в США и названный в честь парохода «Саванна» — первого парохода, пересёкшего Атлантику. Стоимость судна составила 46,9 миллионов долларов, из них 28,3 миллиона — стоимость реактора и топлива. Строительство финансировало правительство США с целью демонстрации потенциала использования ядерной энергетики. Судно было спущено на воду 21 июля 1959 года и находилось в эксплуатации с 1962 по 1972 годы, став одним из четырёх когда-либо построенных торговых судов с ядерной энергетической установкой. С 2008 года «Саванна» находится на стоянке у 13-го пирса морского терминала Кэнтона, Балтимор (шт. Мэриленд).

## Создание
В 1955 году президент США Дуайт Эйзенхауэр предложил построить торговое судно с ядерной энергетической установкой как показательный образец его программы «мирный атом» (англ. "Atoms for Peace"). В следующем году Конгресс утвердил «Саванну» как совместный проект Комиссии по Атомной Энергии, Морской Администрации и Департамента Торговли. Проектирование было выполнено компанией «George G. Sharp, Inc.» из города Нью-Йорка. Корпус судна построен на верфи компании «New York Shipbuilding» в городе Камден (Нью-Джерси). Ядерный реактор произведен компанией «Бабкок и Вилкокс». Судно было спущено на воду 21 июля 1959 года и в 1962—1965 годах прошло опытную эксплуатацию. Коммерческое использование «Саванны», приписанной к порту  Саванна (шт. Джорджия), началось в 1965 году.

## Коммерческая эксплуатация
«Саванна» была построена для демонстрации технической возможности использования ядерной силовой установки для торговых судов, поэтому не ожидалось, что само судно будет конкурентоспособным. Внешний вид судна старались сделать привлекательным, больше похожим на дорогую яхту, чем на обычный сухогруз. На судне устроено 30 пассажирских кают с кондиционерами и индивидуальными ванными, ресторан на 100 пассажиров, салон, который может выступать в качестве кинозала, веранда, бассейн и библиотека. По многим показателям судно было успешным. Оно хорошо держалось в море, безопасность не вызывала нареканий, топливная экономичность была непревзойдённой, и его сияющая белая краска никогда не была испорчена дымом из трубы. Даже погрузочное оборудование было разработано так, чтобы выглядеть привлекательно.
Однако, грузоподъемность «Саванны» была ограничена 8500 тоннами по массе и 18 000 кубометров по объёму. Многие из её конкурентов могли принять на борт в несколько раз больше. Обтекаемый корпус судна , что становилось серьёзным недостатком по мере того как торговые порты становились все более и более автоматизированными. Экипаж был на треть больше, чем у обычных теплоходов со сравнимыми характеристиками, и проходил дополнительное обучение сверх требуемого на теплоходы. Эксплуатационные расходы включали в себя поддержку специальной береговой организации, которая согласовывала визиты такого судна в порт, а также особое оборудование на верфи для выполнения текущих ремонтов.
Все эти недостатки делали коммерческий успех невозможным. Пассажирские каюты не использовались, а грузоподъемность была недостаточной. Таким образом, идея создать демонстратор новой технологии оказалась неудачной: несмотря на государственные субсидии, судоходные компании предпочли не иметь дела с атомоходами. В результате, в 1970 году эксплуатация судна была прекращена в целях экономии средств, а в 1971 году с него выгрузили отработанное ядерное топливо. Это решение было принято в период низких цен на нефть, однако уже в 1974 году, после энергетического кризиса, эксплуатационные расходы «Саванны» оказались не больше, чем у обычного теплохода.

## Музейное судно
В 1981 году «Саванна» была передана по бербоут-чартеру в экспозицию музея «Patriots Point Naval and Maritime Museum» города Маунт-Плезант, Южная Каролина. Поскольку реактор не был удалён, требовались периодические проверки его безопасности. Посетители музея могли прогуляться по грузовым отсекам корабля, посмотреть на пространство реактора через обзорное окно, заглянуть в каюты экипажа и пассажирские помещения и пройтись по палубам.
Руководство надеялось на интерес публики и планировало различные улучшения открытых для показа помещений. Однако «Саванна» привлекала гораздо меньше посетителей, чем другие выставленные суда и корабли, особенно авианосец «Йорктаун». Поэтому когда в 1993 году очередная инспекция Морской Администрации обнаружила необходимость докования судна, музей решил прекратить чартер. В 1994 году «Саванна» была переправлена на ремонт в Балтимор, после которого перешла в «резервный флот», расположенный возле города Ньюпорт-Ньюс. 15 августа 2006 года на верфи города Норфолк (Вирджиния) начались работы по удалению систем реактора и дезактивации, финансировавшиеся Морской администрацией США. 8 мая 2008 года судно было отбуксировано в Балтимор на мемориальную стоянку.
Поскольку «Саванна» представляет собой историческую ценность и включена в Национальный реестр исторических мест США, Морская администрация выразила интерес в преобразовании судна в музей после того, как оно будет списано и дезактивировано. Однако в 2008 году представитель Морской администрации США заявил, что инвесторы для этого проекта так и не нашлись.

### Современное состояние
Несмотря на то, что после списания ядерное топливо было выгружено с «Саванны», на судне всё ещё находится реактор, который является источником слабого радиоактивного излучения. Предполагается, что он будет извлечён и утилизирован к 2031 году. В 2016 году министерство транспорта США планирует потратить на содержание судна и радиологическую защиту 3 млн долларов.